# Julián Muñoz (Radsportler)
Julián David Muñoz Giraldo (* 15. August 1983) ist ein ehemaliger kolumbianischer Radrennfahrer.
Julian Muñoz fuhr 2006 als Stagiaire für das italienische Professional Continental Team Ceramica Flaminia, bekam dort jedoch keinen Profivertrag. Ab 2008 fuhr er für die Schweizer Mannschaft Hadimec-Nazionale Elettronica. In seinem zweiten Jahr dort wurde er unter anderem Vierter der Gesamtwertung beim Flèche du Sud. Seit 2010 fährt Muñoz für das kolumbianische Continental Team UNE-EPM. Dort konnte er eine Etappe bei der Volta Ciclística Internacional de Gravataí für sich entscheiden.
Muñoz war 2009 in die Dopinghandelsaffäre „Via col doping“ verwickelt. Das CONI sperrte ihn im Dezember 2009 für italienische Rennen bis zum 13. Dezember 2011. Am 15. Februar 2010 wurde er während der Kuba-Rundfahrt positiv auf Sibutramin getestet und anschließend wegen Dopings für acht Jahre gesperrt.

## Erfolge
2010
- eine Etappe Volta Ciclística Internacional de Gravataí

## Teams
- 2006 Ceramica Flaminia (Stagiaire)

- 2008 Hadimec-Nazionale Elettronica
- 2009 Nazionale Elettronica New Slot-Hadimec
- 2010 UNE-EPM